# Isaac Claesz van Swanenburg
Isaac Claesz. van Swanenburg est un peintre néerlandais né le 19 août 1537 à Leyde, mort dans la même ville le 10 mars 1614.

## Biographie
Il est le père de Jacob van Swanenburgh, premier maître de Rembrandt.

## Œuvres

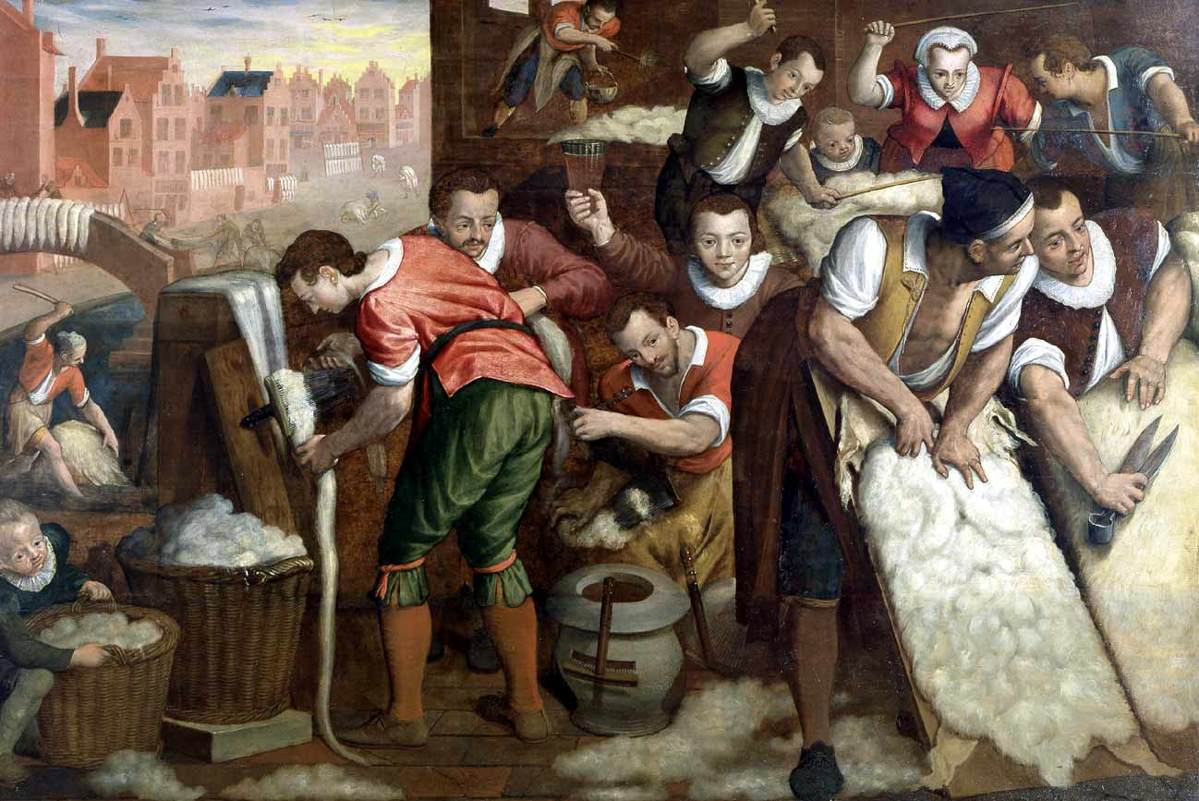
La suppression de la laine des peaux et le peignage, huile sur toile, 1595, exposée au Musée municipal de Leyde
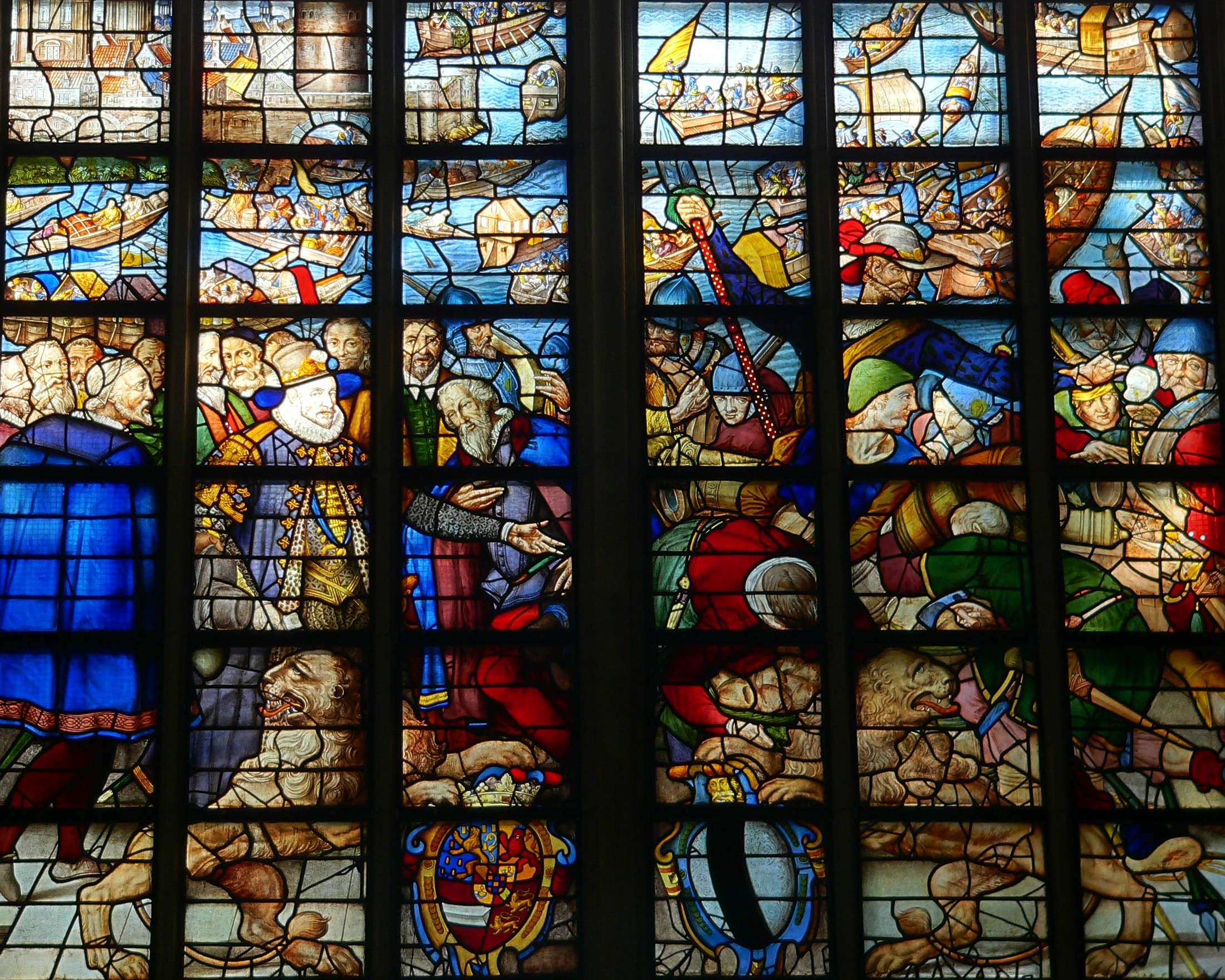
Vitrail no 25 de la Grande église Saint-Jean de Gouda, réalisé en 1603.
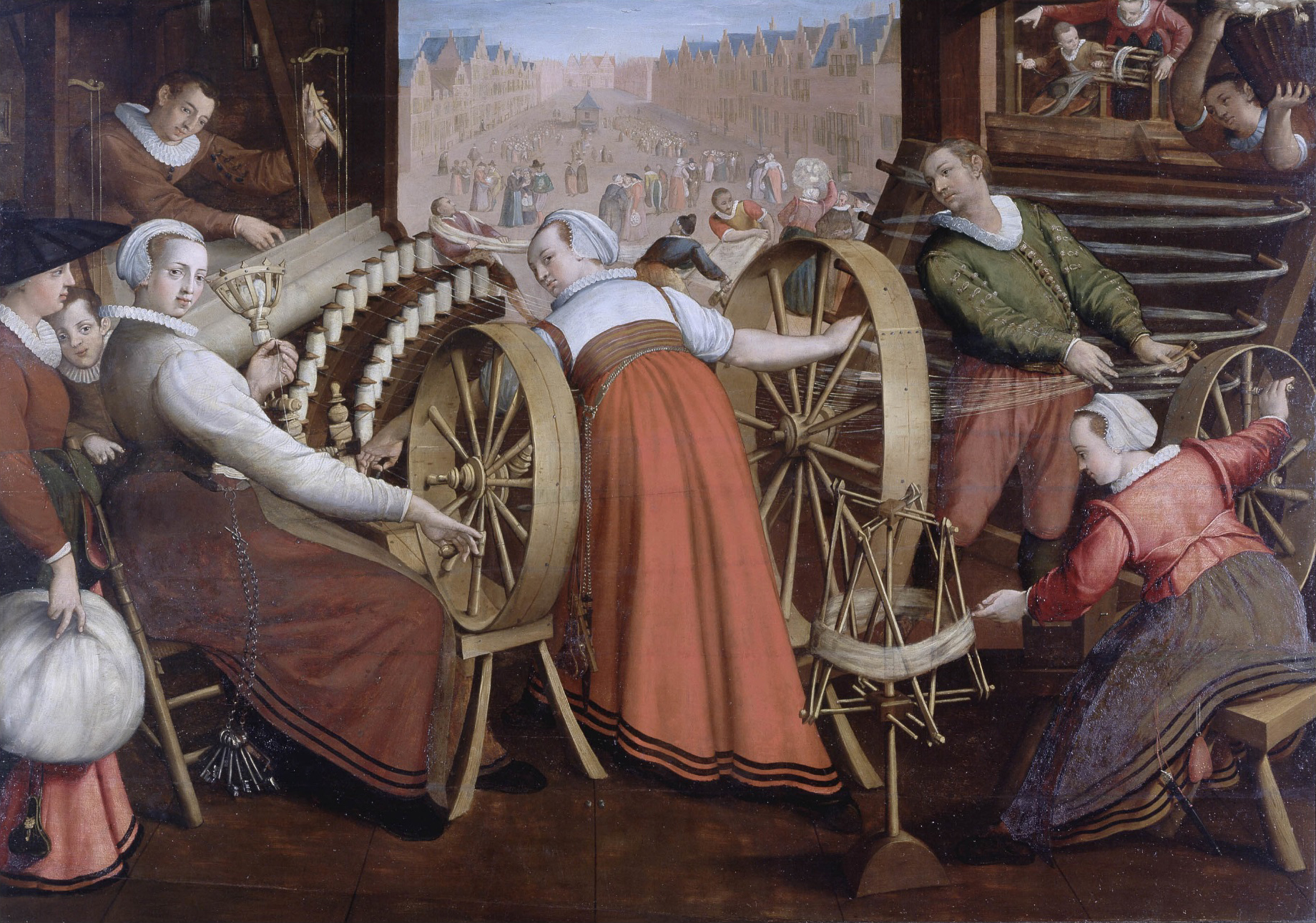

- Autoportrait, 1568, Leyde, musée municipal de Leyde en néerlandais :  Stedelijk Museum De Lakenhal
- Les femmes de Weinsberg, tableau passé en vente à Amsterdam, chez Sotheby's le 11 novembre 2008, no 8.
- Portrait de Marytge Dedel, femme de l'artiste, tableau passé en vente à Cologne, chez Lempertz le 15 novembre 2003, no 1151.

## Publications
- Ute Elisabeth Flieger: Bürgerstolz und Wollgewerbe. Der Bilderzyklus des Isaac Claesz. van Swanenburg (1537-1614) in der Lakenhal von Leiden. Magisterarbeit Universität Münster. Münster, Waxmann, 2010.  (ISBN 978-3-8309-2256-8)
- Rudolf E.O. Ekkart: Isaac Claesz. van Swanenburg, 1537-1614. Leids schilder en burgemeester. Zwolle, Waanders, 1998.  (ISBN 90-400-9282-6)